# MTV Europe Music Award al miglior artista R&B
L'MTV Europe Music Award al miglior artista R&B (MTV Europe Music Award for Best R&B) è stato uno dei premi principali dell'MTV Europe Music Award, che è stato assegnato dal 1997 al 2006.

## Albo d'oro

### Anni 1990
| Anno | Vincitore       | Nominati                                               |
| ---- | --------------- | ------------------------------------------------------ |
| 1997 | Blackstreet     | - Toni Braxton - Ginuwine - Michael Jackson - R. Kelly |
| 1999 | Whitney Houston | - Mariah Carey - Lauryn Hill - Jennifer Lopez - TLC    |

### Anni 2000
| Anno | Vincitore      | Nominati                                                  |
| ---- | -------------- | --------------------------------------------------------- |
| 2000 | Jennifer Lopez | - Aaliyah - Destiny's Child - Janet Jackson - Sisqo       |
| 2001 | Craig David    | - Destiny's Child - Janet Jackson - Wyclef Jean - Outkast |
| 2002 | Alicia Keys    | - Ashanti - Mary J. Blige - Beyoncé - Jennifer Lopez      |
| 2003 | Beyoncé        | - Ashanti - Mary J. Blige - Craig David - Jennifer Lopez  |
| 2004 | Alicia Keys    | - Beyoncé - Kelis - Outkast - Usher                       |
| 2005 | Alicia Keys    | - Mariah Carey - John Legend - Mario - Usher              |
| 2006 | Rihanna        | - Beyoncé - Mary J. Blige - Outkast - Pharrell            |

### Anni 2020
| Anno | Vincitore    | Nominati                                                  |
| ---- | ------------ | --------------------------------------------------------- |
| 2022 | Chloe Bailey | - H.E.R. - Giveon - Khalid - Summer Walker - SZA          |
| 2023 | Chris Brown  | - Chloe Bailey - Steve Lacy - Summer Walker - SZA - Usher |
| 2024 | Tyla         | - Kehlani - SZA - Tinashe - Usher - Victoria Monét        |